# 安心出行
安心出行（英語：LeaveHomeSafe）是香港特別行政區政府在2020年11月16日推出的感染2019冠狀病毒病風險通知流動應用程式。政府當局在2021年12月10日公布了「安心出行」的技術規格文件、保安風險評估及審計報告，以及私隱影響評估報告。2022年7月，波蘭網絡安全公司7ASecurity與美國獨立非營利組織「開放技術基金會」的紅隊實驗室發布報告，指《安心出行》存在多個安全漏洞和弱點，但香港政府否認。
該應用程式無需收費，用戶只需要在手機應用商店輸入名字或是下載在安心出行官方網站所提供的APK，就能使用「安心出行」的應用程式，讓用戶記錄行蹤。該程序雖然不需要開啟GPS定位功能，但用戶必須授權「安心出行」使用其手機的通訊網絡、攝錄鏡頭、通知功能等，而「安心出行」的個人資料收集聲明指出，個人資料不會被保存超過收集資料的目的所需的保存時間。存放在應用程式內的出行紀錄在31天後會自動刪除。如屬確診個案，經「安心出行」流動應用程式上傳至衛生署的出行紀錄將保存最少7年，並可轉交給執法部門或政府授權的機構。
「安心出行」推出初期，就因為其應用程式本身可能涉及的隱私問題而引起爭議，唯香港特區政府在推廣及解釋「安心出行」的隱私問題時，始終強調資料只會儲存在手機內。推出後期，則因香港特區政府規定市民出入政府地方或公共場所必須使用「安心出行」而引起不少非議。2022年5月3日，傳真社對Android版本的「安心出行」進行逆向工程，發現程式內置人臉識別模組，具有包括識別臉部五官特徵和位置的功能，令「安心出行」的私隱問題，再次引發爭議。
2022年7月，波蘭網絡安全公司7ASecurity與美國獨立非營利組織「開放技術基金會」的紅隊實驗室發布報告，指《安心出行》存在多個安全漏洞和弱點。政府資科辦對此發表聲明，批評報告不盡不實及不公道，指所有重要更新版本推出前，均通過獨立第三方專業機構作隱私評估、資訊保安風險評估及審計。不過政府雖然持有安心出行版權，但不像其他國家如新加坡，開放追蹤程式合力追踪(Trace Together)原始碼供巿民及資訊科技專家審核。同月，醫務前衞生局局長盧寵茂宣稱要在「安心出行」加入實名登記及變色碼，這是繼2021年3月推翻不會規定市民使用「安心出行」程式作通行證的承諾後，再次推翻之前為推廣「安心出行」所作出的承諾，而政府在2022年2月才表示因為「安心出行」附設的疫苗通行證已具有追踪作用，所以不會在「安心出行」推行實名制。傳染病學者及部分議員則指出中國大陸及中國澳門雖然都強制當地民眾必須使用實名登記及具有變色功能的健康碼及澳康碼，但兩地近期仍是爆發疫情且未能阻止疫情擴散，還要進行大規模封控，所以在「安心出行」不斷加碼不會對控制疫情有幫助，反會讓市民對政府失去信心。
2022年12月7日，中國當局推出「新十條」措施放寬疫情防控措施後，網媒《香港01》引述消息人士，指政府曾舉行內部會議討論放寬防疫政策，但有主理官員「過唔到心理關口」，又認為香港對外已近乎全通關下，最終決定維持「疫苗通行證」及「安心出行」等其他防控措施。其後媒體問及會否撤銷「安心出行」，前醫衛局長盧寵茂表示「安心出行」是「好的程式」，會繼續保留外，並根據運作情况而適時調整，其角色會隨疫情發展而改變。
2022年12月13日，行政長官李家超宣布2022年12月14日起毋須再掃描安心出行二維碼，但到食肆，戲院，醫院和校園等場所仍要出示疫苗通行證，而為入境人士而設的疫苗通行證“黃碼”亦會取消。
2023年1月8日，政府宣布安心出行正式停運，但創新科技及工業局局長孫東指市民仍然可保留程式。

## 概要
2020年11月24日，香港行政長官林鄭月娥在記者會上表示，目前會先鼓勵市民自願使用，但不排除将要求市民進出指定處所（包括餐廳等），必須使用「安心出行」手機程式，記錄曾經去過相關處所。 她形容「但你亦都可以自願揀去定唔去」。
2020年11月25日，香港政府表示已有超過12,000個公私營場地參與，包括商場、戲院、政府機構、公園和餐廳等，其中各類餐廳有超過千家參與。 政府資訊科技總監辦公室公佈，截至2021年2月17日，安心出行的下載次數超過100萬次。
由2021年1月28日起，政府規定市民如進入政府大樓或辦事處，須在手機使用「安心出行」程式掃描現場的二維碼（QR code）報到後，才可進入。

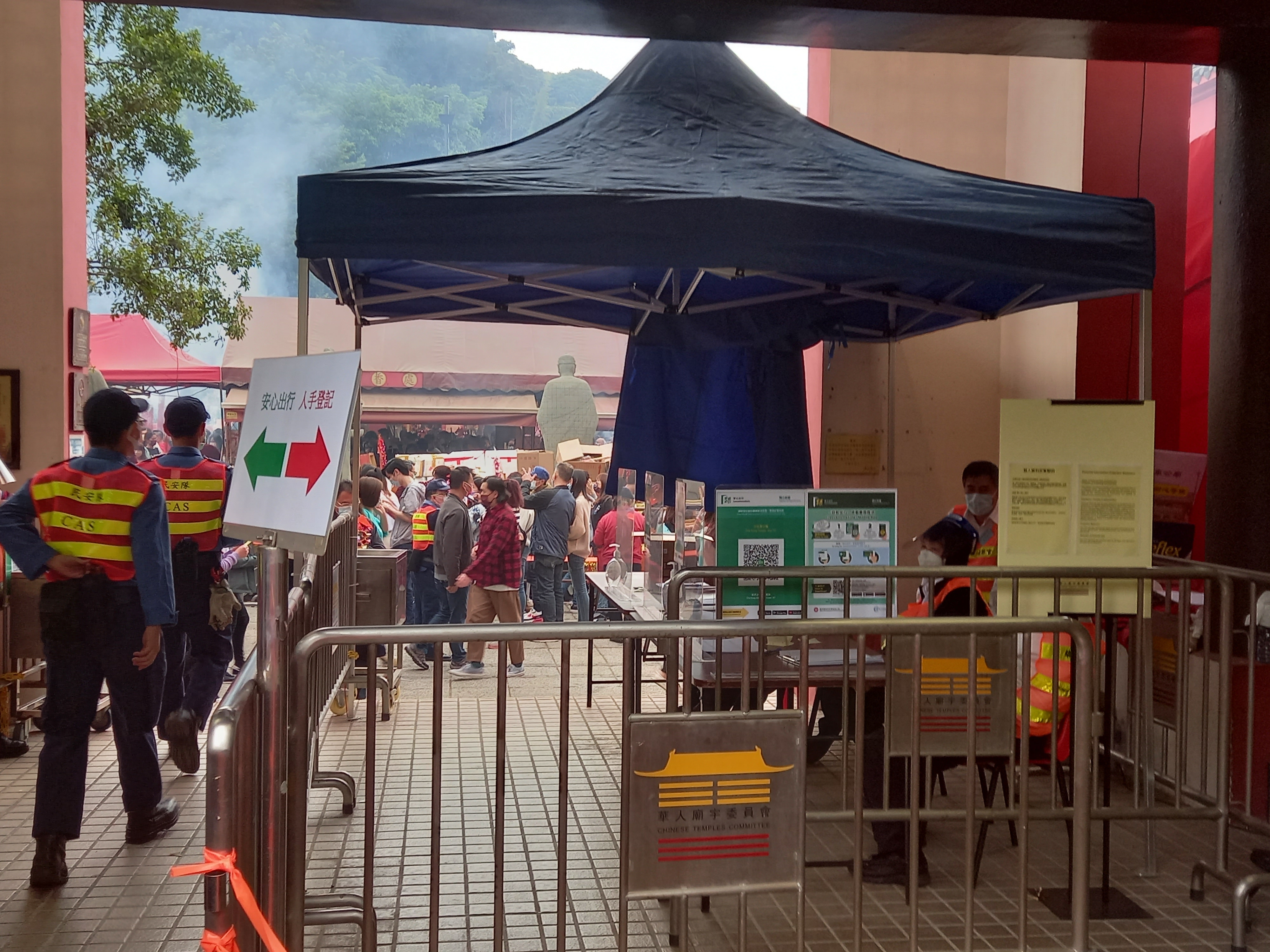
善信需要掃描「安心出行」二維碼或人手登記資料才能進入沙田車公廟

2月2日，華人廟宇委員會表示善信進入沙田車公廟需掃描「安心出行」二維碼。而黃大仙祠要求年初一至正月十五期間，善信進祠需掃「安心出行」二維碼，才可得到一張「入園特許證」。
2021年2月10日，政府宣布自3月1日起，政府員工和市民進入所有政府場地，必須使用「安心出行」掃描二維碼，或記錄姓名、聯絡電話和到訪日期及時間。 同月18日，政府要求餐廳等指定處所強制顧客使用「安心出行」應用程式或登記資料，以紀錄市民行蹤，否則將被罰停業3至14天。
2月22日，安心出行下載次數超過269萬，除了在香港登上下載榜榜首外，有網民透過應用程式分析發現，只可在香港境內應用的「安心出行」，其Android版程式卻登上55個國家或地區的Google Play的下載排行榜，更有多達19個國家或地區在健康分類排名第一，包括安提瓜和巴布达、巴哈马、伯利兹、百慕大、佛得角、開曼群島、斐濟、幾內亞比索、冰岛、老挝、澳門、密克罗尼西亚联邦、巴布亚新几内亚、所罗门群岛、特克斯和凯科斯群岛等， 當中包括多個僻遠的國家，但「安心出行」在香港以外並不能使用，而且澳洲、印尼、菲律賓等與香港較多人口流動的國家，下載量也不及屬於西非內陸國家的尼日爾。 然而供Apple手機使用的App Store，「安心出行」只有45個國家登記用戶下載，並只有香港及澳門的下載量排名第一，與Android對應的Google Play在多個非洲、中美洲國家及太平洋島國的下載量都排名第一有明顯分別。有網民表示身邊沒有什麼人用「安心出行」，但下載量激增，加上有評論是和「安心出行」不相關，例如遊戲微交易廣告，懷疑事件涉及「刷榜產業鏈」， 即透過服務公司找人大量下載有關程式並以五星好評，借此刷高「安心出行」的下載排名榜， 而相對於Google Play，因為App Store對於「刷榜」的把關較嚴格，所以較難刷高下載量。 政府Facebook專頁「添馬台」表示，程式可以方便香港居住或公幹或旅遊等的人士使用。政府沒有委託任何人或機構購買任何網上廣告， 但沒有回答「安心出行」被重複下載的次數。
由2021年11月1日起，政府規定市民如進入政府大樓或辦事處，當中包括食環署轄下的街市、醫管局總部及公立醫院行政大樓等，必須在手機使用「安心出行」流動應用程式掃描現場的二維碼（QR code）報到後，才可進入，除獲豁免人士或特定場所外，其他人禁止以「填紙仔」登記姓名和聯絡電話作為替代。由12月9日起更擴展至所有表列處所。
因應政府即將擴展疫苗通行證，政府於2022年1月27日宣布推出「安心出行」流動應用程式3.0.2版本，加設功能（如以顏色）顯示疫苗接種紀錄，沒有疫苗接種紀錄會出現紅色標記，有疫苗接種紀錄則出現藍色標記。同時支援儲存「豁免證明書」，市民如果因健康原因獲發「豁免證明書」，用戶掃描場地二維碼後，確認頁面亦會顯示計時器，防止有人以截圖進入場所。
2022年9月9日，政府宣佈新增「檢測登記碼」功能，讓市民預先填寫個人資料。

## 技術
按照安心出行在Google Play的權限聲明指出，此應用程式會使用的權限包括使用相機、拍攝相片和影片、裝置和應用程式記錄、擷取執行中的應用程式、接收網際網路資料、控制震動、啟動時執行、防止裝置進入休眠狀態、完整網路存取權、使用生物識別硬件、執行前景服務。

## 曾經強制使用範圍

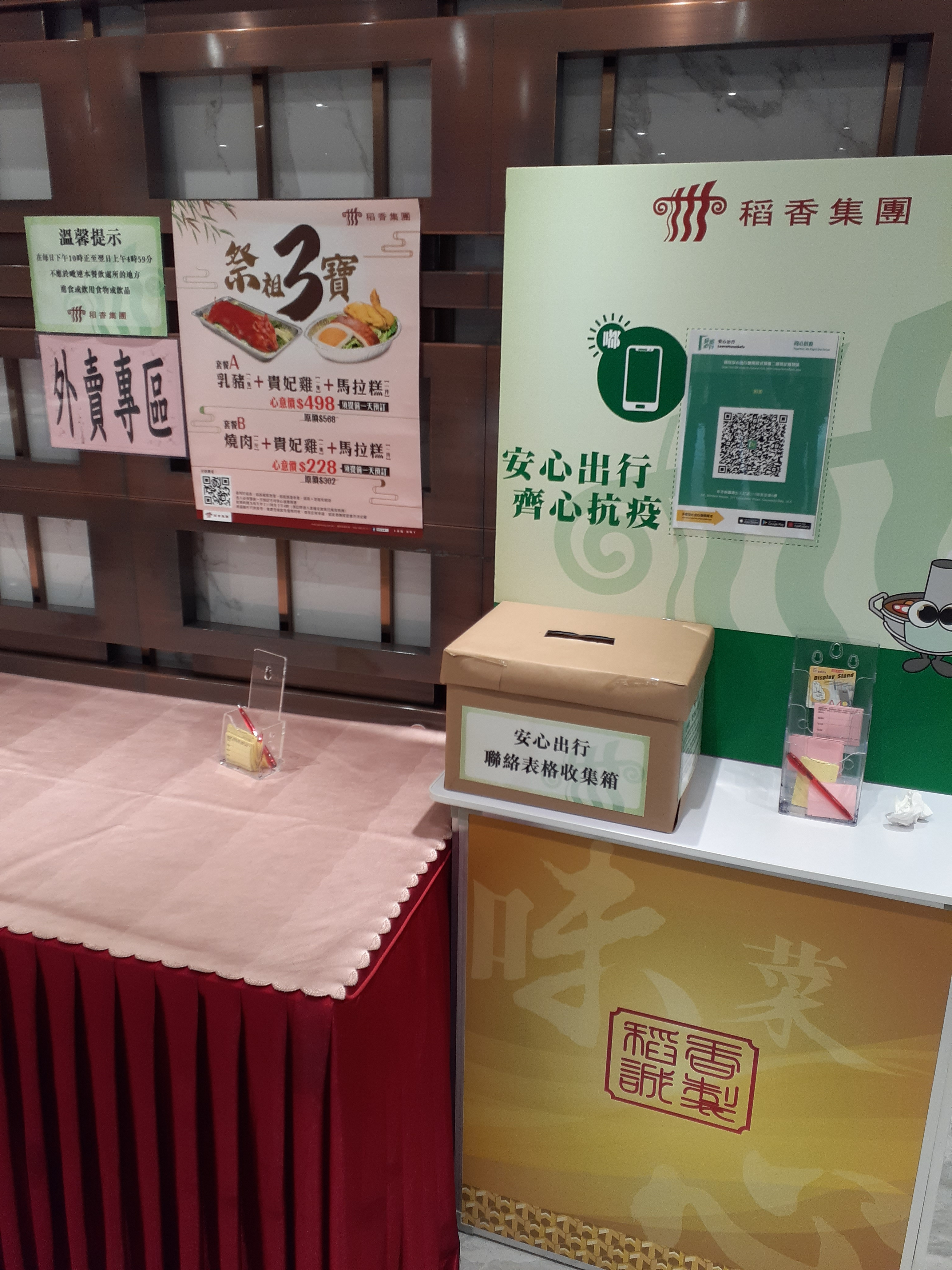
在2021年4月，政府曾經容許餐廳採用手寫登記，或使用手機「安心出行」程式報到，不過到2021年12月9日起強制進入所有食肆堂食都需要使用「安心出行」，只有15歲或以下、65歲或以上和殘疾人士可豁免。

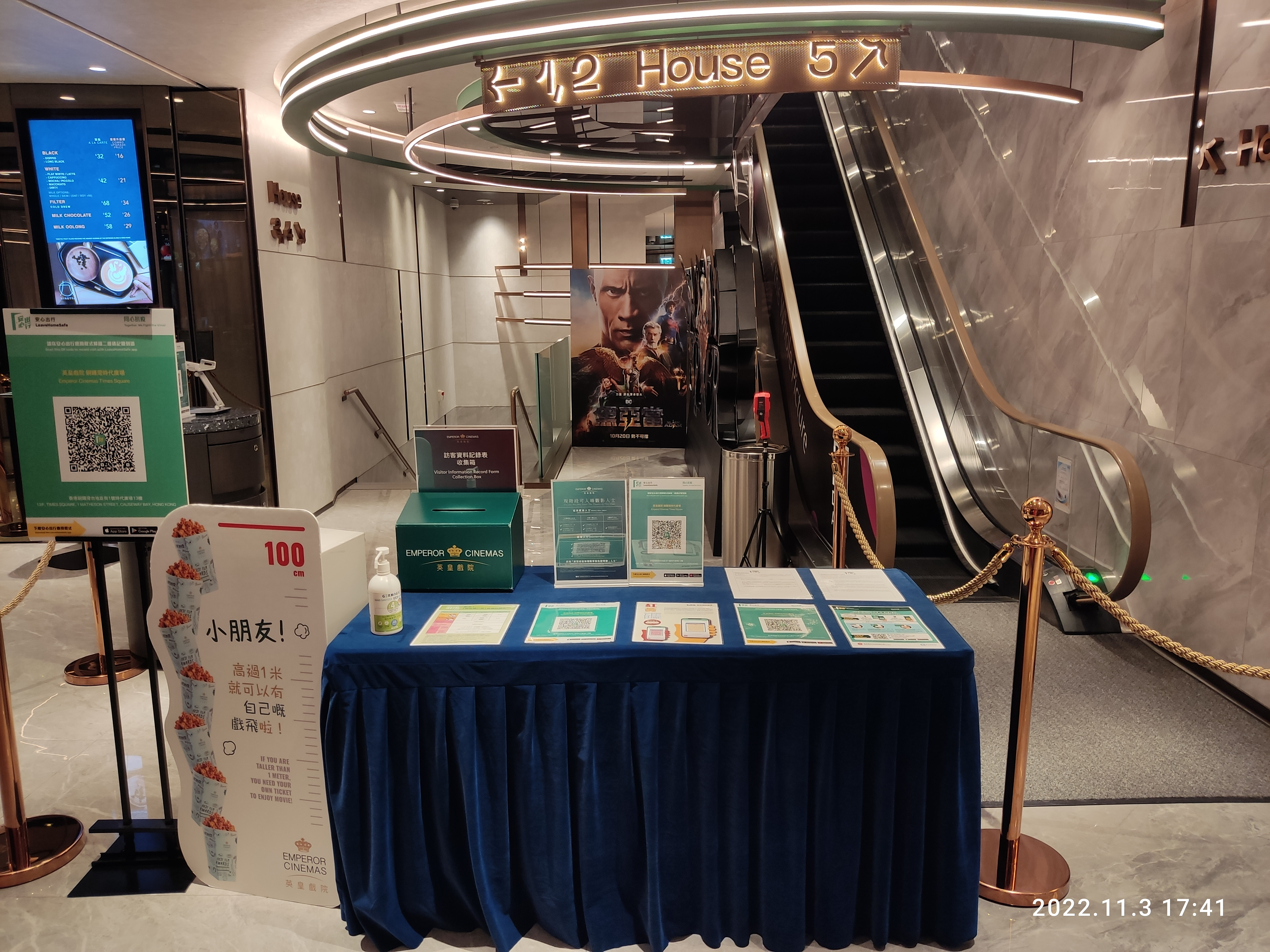
戲院門口擺放了「安心出行」二維碼（QR code）

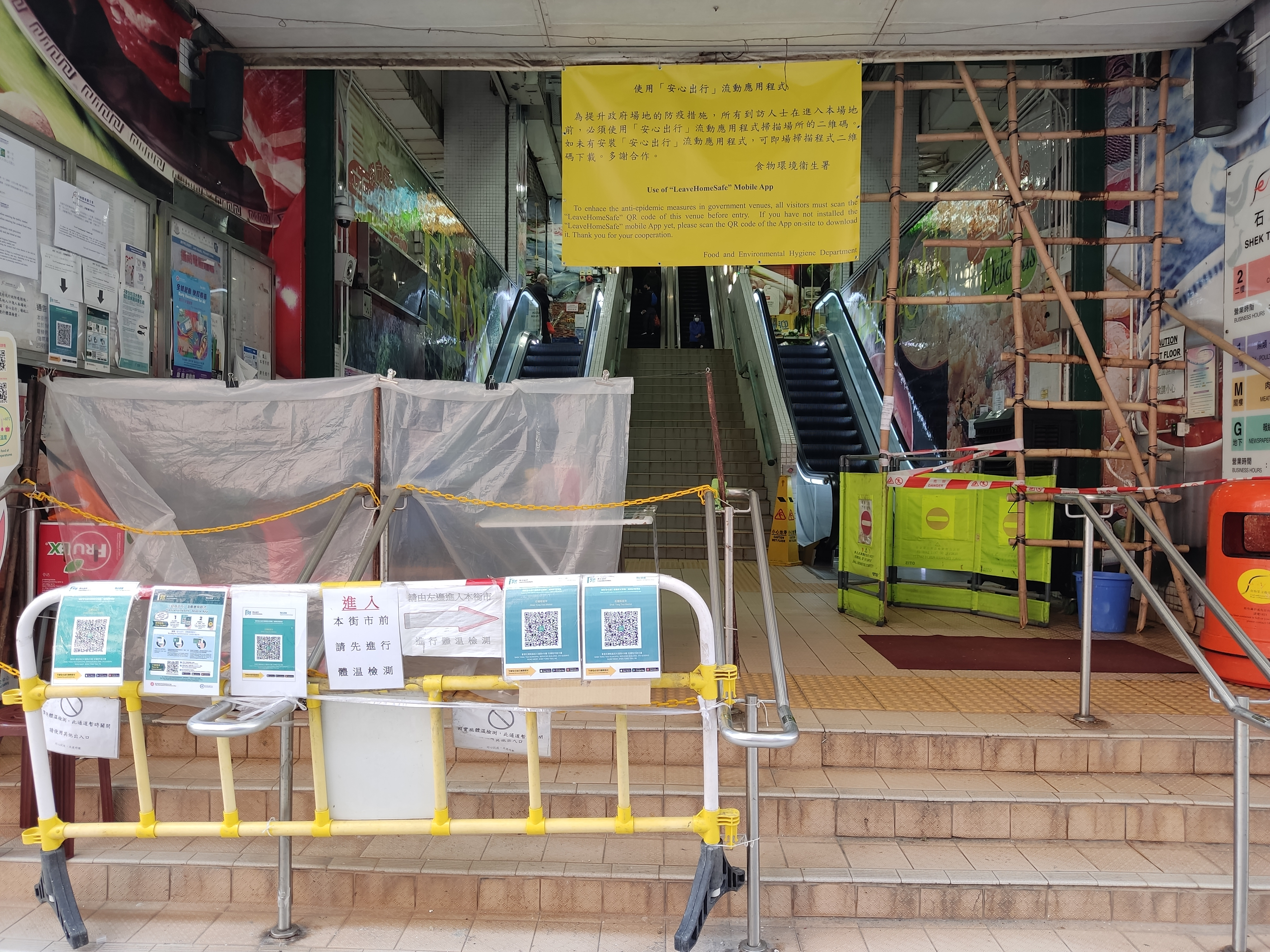
市民進入政府街市一度需使用安心出行

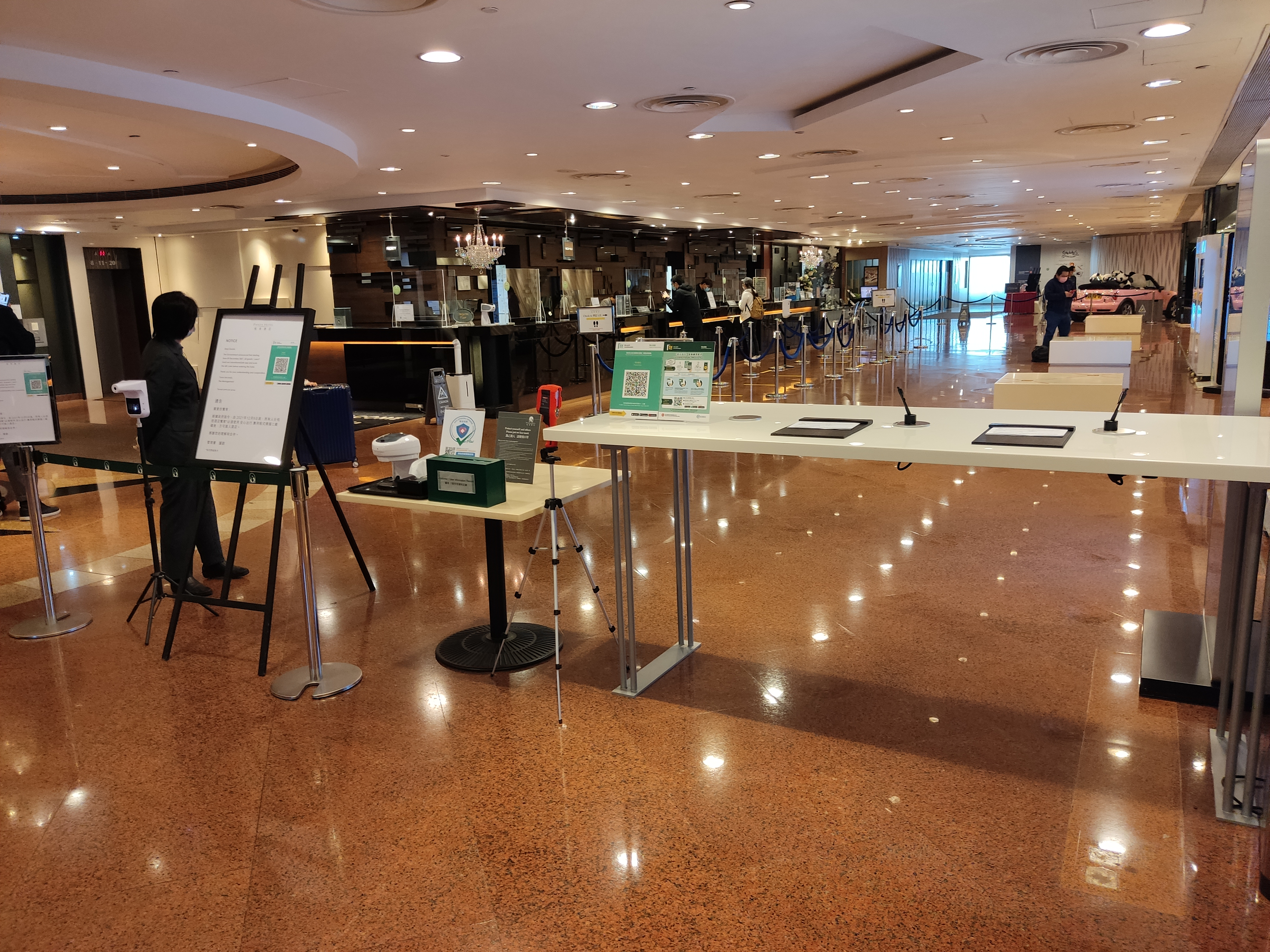
2021年12月9日起，酒店被列入強制使用安心出行

除12歲以下（第599F章規管處所為15歲或以下）和65歲或以上人士、使用「安心出行」有困難的殘疾人士外，以及獲政府或其授權機構認可人士，所有人進入以下處所必須在手機使用「安心出行」程式掃描現場的二維碼（QR code）報到後，才可進入，禁止以登記姓名和聯絡電話作為替代。

### 政府處所
2021年11月1日至2022年12月13日

#### 食環署
- 街市、小販市場及熟食市場

#### 康文署
- 博物館
- 圖書館
- 表演場地
- 室內體育處所
- 戶外體育處所
- 公眾游泳池

#### 民政署
- 民政總署
- 各區社區會堂及社區中心（包括臨時庇護中心）、民政諮詢中心、牌照事務處辦事處及遺產受益人支援組辦事處

#### 其他
- 政府大樓和辦公處所
- 立法會綜合大樓
- 醫管局總部、公立醫院、健康中心、普通科門診診所
- 衞生署辦公室、健康中心等
- 法院大樓
- 官立學校（學生除外）
- 警察總部及各區警署
- 各區郵政局、房屋署屋邨辦事處
- 立法會選舉的點票站

### 第599F章規管處所
2021年12月9日至2022年12月13日
- 會址
- 酒店或賓館
- 餐飲處所
- 遊戲機中心
- 浴室
- 健身中心
- 遊樂場所
- 公眾娛樂場所
- 派對房間
- 美容院
- 酒吧
- 夜店或夜總會
- 卡拉OK場所
- 麻將天九耍樂處所
- 按摩院
- 體育處所
- 泳池
- 郵輪
- 活動場所

2022年2月24日至2022年12月13日
- 商場
- 百貨公司
- 超級市場
- 街市／市集

2022年3月10日至2022年12月13日
- 理髮店／髮型屋

2022年4月21日至2022年12月13日
- 宗教場所

## 政府研究實名制
2022年2月，創新及科技局局長薛永恒表示，當局正研發提升「安心出行」，方便市民使用，同時又表明「安心出行」不會推行實名制。薛永恒指，市民接種疫苗時是實名登記，當局即將推行「疫苗通行證」，屆時市民進入場所時，要展示「疫苗通行證」予場所管理者掃描。另外，他又認為只要用好「疫苗通行證」，即可廣泛做到實名追蹤，毋須推行「安心出行」實名制。
2022年7月，醫務衞生局局長盧寵茂表示當局正研究改良程式，當中包括推行實名制，做到有機制限制確診者或要做強檢的高風險人士出入某些場所。而政府更探討仿傚澳門或內地推出「紅黃綠」健康碼。

## 爭議及批評

### 被指侵犯私隱
安心出行在推出時被質疑索取過多權限，包括「讀取USB內容」和「查看Wi-Fi連線」。其後安心出行進行更新，將索取的權限由15個減少至7個。但根據應用程式的版本1.1.4，應用程式權限仍包括擷取執行中的應用程式，據程式開發的論壇，這是一個可幫助黑客入侵的工具，除了清除程式外，一般程式不須這個權限。而確診個案用戶經「安心出行」上傳政府的出行紀錄會保留7年，應用程式內的紀錄只會保留31天。法政匯思成員、大律師蘇俊文認為政府強制市民使用程式不能接受，做法危險。認為會開壞先例，令人認為政府以抗疫為由侵犯個人私隱。也有餐廳表明寧願只做外賣，也不願客人到餐廳掃瞄二維碼，認為是否能保障私隱感到憂慮，也有火鍋店指出相關的安排對生意亦沒有太大幫助。有餐廳甚至貼上模仿「安心出行」的二維碼，不過用手機掃瞄後，會連結至不相關的網站。截至12月6日，食環署就二維碼規定發出21宗口頭警告，若警告無效會採取執法行動。
2021年2月，醫管局員工陣線質疑「安心出行」是為了監控市民，而非防疫。其後創新及科技局、醫院管理局發稿反駁指控。公務員事務局局長聶德權表示，“安心出行”程式無追蹤行蹤功能，也不會洩露私隱。而醫管局員工陣線發聲明回應，指創科局誤導市民，令市民難以安心，并批評政府防疫表現強差人意，若繼續漠視民意只會進一步加深民怨。该組織表示，未來一星期内會繼續於不同地區呼籲市民杯葛「安心出行」。
2021年3月，「安心出行」的聲明中指，有關確診個案的外出的紀錄會被上傳至衞生署，保存年期更長達7年，更直指資科辦可能會把用戶的資料提供予接觸「追蹤工作的執法人員」，並指出索閱個人資料是根據《個人資料（私隱）條例》內所載的條款，當中訂明若面對罪行或檢控時，個人資料的私隱或會被授權使用。第599D章《預防及控制疾病（披露資料）規例》亦列明特區政府可索取任何人手上持有有關「處理公共衞生緊急事態」或「識別和追蹤可能已經蒙受染上疾病的危險的人」的資料，這不難想像包括「安心出行」的手機資料。
2022年5月3日，傳真社發現Android版本的「安心出行」手機應用程式內置人臉識別模組，可以期間識別臉部五官特徵和確定位置。但由於政府拒絕公開安心出行的源代碼下，因此無法確定程式運作期間會否進行人臉識別。政府資訊科技總監辦公室回覆傳真社查詢時表示，承認承辦商在開發程式時使用了包含人臉識別功能的現成模組，但亦強調「安心出行」沒有亦毋須採用相關功能。

### 拒絕開放程式原始碼
提供相似應用程式的多個國家，包括英國、德國、加拿大、新西蘭、新加坡等均公開程式的原始碼，公眾可以下載及查閱程式源碼，資訊科技業者可監察源碼的安全性，確保這類程式只用作疫情控制，而並非被利用作監控人民或竊取個人私隱。香港資訊科技界亦提出政府應開放「安心出行」的程式原始碼，讓大眾及專業人士可以驗證「安心出行」所收集的資料、位置及通訊等個人資訊範圍是否與特區政府所宣稱的相符，以確保「安心出行」沒有包含木馬程式或間諜軟件等惡意程式碼，這樣將有助大眾市民釋除對「安心出行」侵犯私隱及過度收集資訊的疑慮。不過，創新及科技局局長薛永恒稱應用程式由外聘私人公司開發，沒有要求對方公開原始碼，聲稱要尊重知識產權不應公開。資訊科技界選委、數據科學家黃浩華質疑薛永恒的說法，黃浩華指App Store和政府網頁等都已表明程式由政府資訊科技總監辦公室（OGCIO）擁有，外判私人公司只負責開發，政府則持有版權，政府本身有權公開程式原始碼，對政府的說法感到奇怪。

### 成效存疑
政府最初沒有規定店鋪和餐廳貼「安心出行」，雖然後來已規定指定場所安裝二維碼，但由於屬自願性質，市民陷入抗疫疲勞，故成效存疑。而直到2021年2月，仍未以程式找到新的確診個案。坊間有人將安心出行流動程式修改。政府於2021年2月21日透過政府新聞網表示，已經將民間修改的版本轉交警方跟進。同日，程式製作者將民間自制程序下架。
2021年12月27日，發生「望月樓群組」感染事件，望月樓傳播當日涉及200名同場食客，但直至2022年1月3日僅找到約170人，仍有約30人尚未找到。由於「安心出行」應用程式未有追蹤功能，政府當局只能以信用卡付款紀錄追蹤，對於用現金或其他方式付款的食客，未能有效追蹤。港大微生物學系講座教授袁國勇批評政府使用的「安心出行」等技術落後，需要徹底改革。
2022年1月3日，發生洪為民生日派對事件，衞生防護中心同樣未能使用「安心出行」系統協助追查派對出席者，只能按洪為民提供的派對名單作追查，衞生防護中心傳染病處主任張竹君醫生承認派對有未能追查的「隱藏賓客」，只能呼籲所有曾出席派對人士主動聯絡衞生署。「安心出行」系統亦未能為衞生署提供當日出席者的人數，於是衞生署公佈的出席者人數不斷變更：1月7日估計170人，1月9日稱有192人，1月10日又改稱有214人，1月12日再增加至222人。
2022年2月28日，由於個案眾多（每日超過50000宗），差不多所有場所每日都有個案出現，形容再發風險通知是「不切實際，現階段作用不大」，故此已經暫停發出「感染風險通知」。
2022年7月，香港特區政府再次推翻承諾要在「安心出行」推行實名登記及變色碼，但政府專家顧問卻表示這樣做不會對控制疫情有效，又指出香港已經建立免疫屏障，香港人口對重症具有免疫力，即使檢測陽性個案增加，重症數量仍在低水平，所以應將資源用於增加疫苗接種，及善用口服藥避免死亡率上升。立法會議員表示中國大陸及澳門都規定民眾必須使用具有實名登記及變色功能的健康碼及澳康碼，甚至有追踪功能，但疫情在中國大陸及澳門仍是發生大規模傳播，甚至出現上海封城、澳門封城，所以將中國大陸的健康碼功能套用到香港是缺乏說服力。

### 強行要求食肆使用
2021年4月12日，政府表示以「疫苗氣泡」為基礎，逐步放寬社交距離措施。包括規定全部食肆員工需完成接種第一劑疫苗，所有客人必須使用「安心出行」應用程式，不再接受手寫登記，才容許每枱人數上限由4人提升至6人。措施最快在4月29日實施。而市民不願安裝「安心出行」，部分重開後的6類處所（酒吧、卡拉 OK 場所、夜總會、夜店、麻雀館及派對房間）亦不能再光顧。林鄭月娥更指香港人擁有手機比率都很高，難以理解為何不願意使用。被問到為何要取消「寫紙仔」登記個人資料，她指出是與有人會亂填資料有關。只會接受老人家沒有手機才用人手登記。其後記者指政府早前表示無意強制所有市民使用「安心出行」，被問及新措施是否「反口」及違反人權，林鄭月娥指海外有很多尊重人權的國家採取更嚴格措施，稱「如果用你（記者）剛才的術語，就係違反人權」。

### 一度強制進入政府地方必須使用
特區政府規定從2021年11月1日起需要使用「安心出行」進入政府地方，包括醫院及街市，及不能使用手寫表格登記，有別於特區政府曾經表示不會強制使用「安心出行」，做法被批評是出爾反爾。有關注無家者議題的社區組織表示，據觀察只有不足四分一的無家者擁有智能手機，惟政府未有表示無家者是否獲得豁免，擔心他們需要使用社署、體育館、勞工處等設施時會受影響，形容「政府正訂立新的貧窮線」。有頭破血流的傷者趕到伊利沙伯醫院急症室求醫時被強制使用「安心出行」程式方可進入急症室，但市民到急症室掛號登記時本身已需要提供個人資料，要求急診傷者到急診室外使用「安心出行」程式被批評是多此一舉及做法擾民。
政府表示由2021年11月1日起，強制市民進入街市，必須使用「安心出行」程式才可進入，禁止以登記姓名和聯絡電話作為替代。有市民明言不會進街市，會改到街市外的攤檔買菜，有檔販表示有客人打電話要求在街市外交收貨品，有檔販預計生意會減少兩至三成，認為措施不公平。油麻地街市枱商聯會主席陳袁輝指執行有困難，現時公共街市人手不足，難以派人在每個出入口作檢查，導致部分出入口可自出自入，估計全港需要增加2000名保安，同時擔心市民會減少到街市，寧願選擇光顧街邊小販，批評措施對商戶造成騷擾。有家長於社交媒體投訴，指帶同坐在嬰兒車車上的2歲小朋友進入體育館時，被職員要求出示身份證明文件（如出世紙），證明他未夠12歲，以豁免使用安心出行。有網民表示曾有相同經歷，認為2歲小朋友能以腳趾公看出，批評職員做法多餘。

### 未考慮長者、低收入及殘疾人士的困難
2021年11月，因應政府表示強制市民進入指定場所（例如：食肆、街市等）必須使用「安心出行」的措施，有團體表示政府未考慮長者及低收入人士的困難。有慈善團體表示，部分低收入人士可能未有智能手機，或用的智能手機版本太舊，這些人士未必能負擔購買適合用「安心出行」的智能手機之費用。同時，亦有社區組織指出，長者未必懂得操作智能手機和手機應用程式，有資訊科技業界人士建議政府應推出有加大的字體、加大按鈕、簡化流程等的簡易版的「安心出行」，使長者等有需要人士較易使用。2021年12月9日，強制使用「安心出行」措施受到社會批評後，政府才表示65歲以上的長者、15歲以下的兒童，以及殘疾人士，可獲豁免進入食肆時使用「安心出行」手機程式，改為填紙本表格。
此外，殘疾人士理解艱深的文章是十分困難。聾人機構「龍耳」指出，聾人對於新冠病毒、Delta、Omicron等生字未能在短時間理解，亦未能清楚政府的政策。一般進入商場要掃安心出行、疫苗通行證等一系列複雜資訊，主要是靠義工與機構向聾人發放。

### 懷疑執法不公
2021年11月1日，有5名人士未有使用正版「安心出行」手機應用程式試圖進入入境事務大樓，入境處即時報警將5人拘捕。事件中涉及一名入境事務助理及一名入境處外判員工，兩人被警方拘捕後，更被即時停職，入境處發表嚴厲聲明說：「該處已即時拒絕有關人士進入大樓並報警處理。處方強調，十分重視員工的行為操守，如發現任何人員有違法或不當行為，該處一定會依法及按既定程序嚴肅處理，絕不姑息。」。2022年1月3日，入境事務處處長區嘉宏出席洪為民生日派對時，亦未有按法例要求使用「安心出行」手機應用程式，但事後並未受警方的檢控，更未受到入境事務處的任何處分，特區政府，尤其是入境處，對使用「安心出行」的雙重標準引起公眾批評。
除了區嘉宏外，洪為民生日派對中亦有部分參與者並未有按法例要求掃描「安心出行」二維碼，當中包括香港電台普通話台主持楊子矜、楊子矜的丈夫朱偉星醫生、初步陽性的王詩雅的43歲女友（個案12882）、曾擔任港區全國人大代表的鄺美雲等，這些人士亦仍未被警方拘捕或檢控。沒有按法例要求掃描「安心出行」二維碼及出示打疫苗的針紙的家庭醫生朱偉星，於1月10日早上被商業電台《在晴朗的一天出發》節目主持問及為什麼不守法時，朱偉星指其他食肆和場所都不會檢查，更反駁說批評他夫婦不守法使用「安心出行」的傳媒散播仇恨。

### 市民預防竊取資料
政府自2020年11月起便建議市民使用「安心出行」應用程式進入B、C、D類餐廳、使用社區設施及到政府大樓辦公，到2021年11月1日更規定必須使用「安心出行」進入政府地方及公立醫院，由於香港的「安心出行」有別於大部分地區提供的類似程式，特區政府拒絕公開「安心出行」的源碼供市民檢查程式的運作，導致鼓勵市民安裝「安心出行」的建議受到嚴重質疑，有市民因此採取多項措施保護手機資料防止被「安心出行」過度讀取，包括預備一部專用的手機安裝「安心出行」。資訊安全專家建議市民可預備另一部沒有安裝電話卡的手機專用於「安心出行」，專用手機須事先清空資料及還原原廠設定，清除自動登入的密碼記錄，移除所有社交媒體及即時通訊軟件，並開設新的Google或Apple賬號註冊，該部手機不需插入SIM卡及記憶卡，關閉所有不使用的權限，包括關閉GPS等定位功能及藍牙等功能，之後才安裝「安心出行」追踪程式，專用手機應長期保持飛行模式，並且不開啟WiFi，當完成掃描二維碼後可以強制停止「安心出行」追踪程式的運作，以避免「安心出行」浪費電力及減損電池壽命，並避免將該部手機用於其他用途，亦可加裝防火牆等反木馬及反間諜程式，阻截有關追踪程式未經批准便上傳資料。由於更新版的「安心出行」可能不能繼續在現有或較舊款的手機開啟運行，而且更新版亦可能加入更多追踪及監控功能、要求啟用更多權限或索取更多資料，因此如非必要便不應更新「安心出行」追踪及監控程式。
亦有市民使用名為「安心回家」的假冒程式，其版面與「安心出行」非常類似，給予店家查看，試圖蒙混過關。

### 被指存在重大安全漏洞
2022年7月27日，波蘭網絡安全公司7ASecurity與美國獨立非營利組織「開放技術基金會」的紅隊實驗室發布報告，指《安心出行》存在多個安全漏洞和弱點，包括：允許應用程序及其後台伺服器被攔截、可繞過驗證系統獲取新冠疫苗接種和測試狀態、通過Android系統的任務劫持進行網絡釣魚、利用SD卡獲取相關圖片、iOS鑰匙圈使用上出現弱點、透過iOS備份中洩露的iOS Firebase取得應用程式通知等共十二個重大安全漏洞和弱點。報告同時指出，安心出行會記錄市民個人資料，但沒有事先經過任何網絡安全公司的專業審核。而開放技術基金會就此於2022年6月26日向安心出行開發商Cherrypicks聯絡，但沒有收到任何回覆。
2022年7月28日，資科辦對此發表聲明，批評報告不盡不實及不公道，指所有重要更新版本推出前，均通過獨立第三方專業機構作私隱評估、資訊保安風險評估及審計。不過對報告提及的十二個重大安全漏洞和弱點沒有具體回應，也沒有回應獨立第三方專業機構是那一間公司 。 

### 社會聲音強烈要求取消
2022年，全球多個地方已經陸續恢復正常疫情前的生活。而中國大陸和澳門在同年12月表示陸續取消使用健康碼，不過香港仍然繼續使用。在同年10月，港大感染及傳染病中心總監何栢良建議取消無追蹤功能的安心出行應用程式。不過創新科技及工業局局長孫東指疫苗通行證必須與安心出行共同使用，才能起到效果，認為目前正發揮重要作用。
在12月9日的立法會衞生事務委員會會議，多名議員均質詢本港會否配合中國大陸「新10條」指示，取消「安心出行」及「疫苗通行證」。不過醫務衞生局局長盧寵茂表明現階段不會取消安心出行及疫苗通行證，只會檢討安排。復興經濟民生大聯盟成員任偉豪認為，在內地放寬後，香港的防疫措施是「全球最緊」，認為政府所有防疫措施均沒有維持的理由。
2022年12月11日，香港大學微生物學系臨床助理教授薛達（Siddharth Sridhar）在社交媒體撰文，以「終局的開端」為題，批評「安心出行」、疫苗通行證、大廈強制檢測、學校每日快測及「0+3」入境檢疫要求等防疫措施是沒有作用，建議當局將其全部取消。

## 相關法庭案件
3名公務員及2名外判職員被指在2021年11月1日涉嫌在灣仔入境事務大樓使用虛假「安心出行」應用程式，各被控「侵入公共機關管轄或管理的物業單位」罪。在案件審理期間，裁判官林子勤要求控方釐清「入侵」範圍，控方一度稱踏入大樓正門已構成入侵。不過裁判官林子勤反問「嗰度係人都入得，咁點會係入侵者」（任何人都可以進入，為何是入侵）。其中外判女文員認罪，判社會服務令80小時。
34歲入境事務主任否認「侵入公共機關管轄或管理的物業單位」罪，裁判官何慧嫻於2023年3月24日在東區裁判法院裁定被告罪名不成立，被告獲當場釋放。裁判官認為，被告曾否使用該截圖非重點，而是被告有否按規定掃碼。官指出大樓地面沒有獨立二維碼，認為「（被告）根本不能掃描二維碼，因為根本不存在。」裁判官又指，被告不可能隨便掃描一個二維碼，以進入大樓，否則反而有違「安心出行」追蹤確診者的用意，故控方未能舉證至毫無合理疑點。案件仍有餘下3人不認罪受審。
29歲的時任政府外判測試工程師不認罪，到2023年4月6日裁判官王證瑜裁定罪名成立，被告須還押候判，期間准索背景報告。辯方求情指，被告「開宗明義承認自己喺連登下載假安心出行嘅連結」，僅爭議何謂「侵入」，而相關措施現已消失，重犯機會極低。裁判官王證瑜則表示，被告阻礙社會抗疫，考慮將被告判監。辯方呈上被告親撰之求情信，提及犯案為「一時諗錯咗，擔心私隱問題」；又指「還押期間深受教訓，初嚐牢獄之苦，知道自由嘅可貴」。辯方亦提及，被告母親須於 5 月接受手術，希望法庭考慮其特殊情況，從輕發落。裁判官王證瑜指案情嚴重，本可判監，但接納被告有悔意，批准索取社服令報告，押後至 5 月 12 日再判刑，期間被告准保釋。被告還押14日後獲准保釋。到5月12日，裁判官王證瑜指被告可判監禁，但接納被告有悔意，按照報告建議判處 160 小時社會服務令。餘下一名時任入境處職員被告不認罪，案件排期於5月24日開審。
一名45歲時任審計署審查主任否認「侵入公共機關管轄或管理的物業單位」罪，經審訊後，到2023年7月12日，裁判官屈麗雯周在東區裁判法院裁定被告罪名不成立。裁判官裁決時指，審計署秘書確認，大堂不設審計署辦公室的二維碼，署方容許職員在辦公室外才掃碼，故其證供並不支持控方的檢控基礎。裁判官稱，不排除被告進入大堂時，認為只需要掃瞄在25樓，屬於其辦公室的二維碼，沒有入侵意圖，裁定他罪名不成立。

## 外部連結
- 安心出行（页面存档备份，存于）